# Біляївка (Волгоградська область)
Біляївка (рос. Беляевка) — село у Старополтавському районі Волгоградської області Російської Федерації.
Населення становить 372  особи. Входить до складу муніципального утворення Біляєвське сільське поселення.

## Історія
Село розташоване у межах українського історичного та культурного регіону Жовтий Клин.
Згідно із законом від 17 січня 2005 року № 991-ОД органом місцевого самоврядування є Біляєвське сільське поселення.

## Населення
| 2010 | 2012 | 2013 | 2014 | 2015 | 2016 | 2017 |
| ---- | ---- | ---- | ---- | ---- | ---- | ---- |
| 430  | ↘417 | ↘411 | ↘397 | ↘387 | ↘383 | ↘372 |